# 張萊萊
張萊萊（Chang Lye Lye，1938年— ），香港女歌手、香港粵語、廈門話及國語電影演員。她的廈門話電影代表作有「邵氏公司」的《返去香港娶水某》（1961年）、《我要嫁》。
張萊萊與胞妹藍娣在1964年12月17日（星期二）下午3時15分搭乘德國航空公司客機到日本首都東京觀光兩星期，由日本的「大映」及「日活」接待。
張萊萊在1965年3月19日（星期五）正式加入香港麗的映聲的中文電視臺，並在1965年4月1日（星期四）起，負責編排歌唱及舞蹈節目，並參予演出；當該臺的「藝員訓練班」成立時，將兼任教師。
張萊萊自1967年2月在菲律賓表演歌舞，有一次駕駛時，發生嚴重交通意外，車毀人傷，經救治後，需然沒有破相，然而腦部受震蕩而影響記憶力減弱。1967年8月31日（星期四）返回香港，以月薪2000美元受聘兩個月，為臺灣省「豪華夜總會」演出。
張萊萊在1969年8月30日（星期六）開始為「海天夜總會」演出一星期，然後往新加坡及馬來西亞。

## 張萊萊的家庭
- 張萊萊的胞妹藍娣是曾江的前妻；
- 張萊萊的丈夫是與她同年紀的新加坡商人楊大衛（David Yao）[7]，他們在1965年10月6日（星期三）在香港註冊結婚，當晚在九龍尖沙嘴中間道「國賓酒店」擺婚宴[8]。

## 外部連結
- 香港電影資料館有關張萊萊參演電影的記錄[永久]
- 香港影庫：張萊萊 （页面存档备份，存于）
- 張萊萊《月兒彎彎照九洲》（1960年）的片段 （页面存档备份，存于）